# Andrzej Massalski
Andrzej Massalski herbu Massalski Książę III (zm. 1651 lub 1652) – kniaź, marszałek grodzieński od 1618, kasztelan brzeski litewski od 1627 r., wojewoda miński (marzec 1643 – 13 stycznia 1645), wojewoda brzeski litewski od 1645 r.

## Życiorys
Przedstawiciel olekszyckiej linii Massalskich, protoplasta magnackiej gałęzi tego rodu – prapradziadek Michała Józefa Massalskiego, hetmana wielkiego litewskiego. Był synem Fedora Iwanowicza Massalskiego, marszałka hospodarskiego i grodzieńskiego, oraz Bohdany z kniaziów Łukomskich.
Jego pierwszą żoną była Elżbieta z Wejherów, córka Jana Wejhera, wojewody chełmińskiego. Drugą żoną Massalskiego była Krystyna Tyszkiewicz Łohojska, córka Janusza Tyszkiewicza Łohojskiego, wojewody kijowskiego.
Kolejno pełnił urzędy marszałka ziemskiego grodzieńskiego od 1618, kasztelana brzeskiego litewskiego od 1627 r., wojewody mińskiego (marzec 1643 – 13 stycznia 1645), wojewody brzeskiego litewskiego od 1645 r. Należał do grupy katolickich senatorów mianowanych przez Zygmunta III Wazę.
Jako kasztelan brzeski podczas sejmiku brzeskiego w 1632 r. podpisał protest przeciwko postanowieniom sejmu konwokacyjnego gwarantującym swobodę wyznania dysydentom i dyzunitom, a złożony przez Achacego Grochowskiego, biskupa łuckiego i brzeskiego.
Jako wojewoda brzeski Andrzej Massalski jest także łączony ze śmiercią Atanazego (Filipowicza).
Był elektorem Jana II Kazimierza w 1648 roku z województwa brzeskolitewskiego